# Mangora caparu
Mangora caparu là một loài nhện trong họ Araneidae.
Loài này thuộc chi Mangora. Mangora caparu được Herbert Walter Levi miêu tả năm 2007.